# Щуровський Микола
Щуровський Микола (1882⁣ — ⁣1919, Вінниця) — український педагог та військовий діяч.

## Життєпис
Працював учителем гімназій у Копичинцях, Бродах і Рогатині. 1912 року, учні та вчителі Рогатинської гімназії здійснили мандрівку «Пішки на гору Маркіяна», присвячену 100-річчю натхненник національного пробудження Галичини Маркіяна Шашкевича. Автором ідеї був директор гімназії Михайло Галущинський. За сім днів (2-8 липня) він, четверо викладачів (Антін Лотоцький, Микола Венжин (Угрин-Безгрішний), Микола Щуровський, Лев Смулка) і дев'ятеро учнів (Іван Верб'яний, В. Воробець, Іван Горянський, Михайло Дорошенко, Стефан Кіржецький, Коритко, Юліан Соколовський, Степан Велитович, В. Дзера) пішки пройшли від Рогатина до Підлисся і назад.
У 1918 — 19 — сотник УГА, повітовий військовий комендант Сколівського повіту; 1919 — муніційний референт Команди Етапу УГА, помер на тиф у Вінниці.